# Стела «Город воинской славы» (Малоярославец)
Па́мятник-сте́ла «Го́род во́инской сла́вы» был открыт 9 мая 2023 года на Сенной площади в Малоярославце. Стела установлена в память о присвоении Малоярославцу почётного звания «Город воинской славы».

## История
Малоярославец, один из древнейших городов Подмосковья, сыграл заметную роль в процессе образования и укрепления Русского государства. Находясь на пересечении стратегически важных путей, он неоднократно принимал на себя первый удар, нацеленный на Москву (в частности, во время набегов крымских татар и русско-польских войн XVI—XVII веков). Но наиболее яркие страницы городской истории связаны с его ролью в Отечественной войне 1812 года и в Великой Отечественной войне. 11(23) октября 1812 года жители небольшого городка, всё население которого едва достигало полутора тысяч человек, решив отстаивать свой город «до последней крайности», сумели задержать французские войска до прибытия передовых частей корпуса генерала Д.С. Дохтурова, преградивших путь дальнейшему продвижению наполеоновской армии. Затем многие горожане приняли непосредственное участие в восемнадцатичасовом сражении под Малоярославцем, в результате которого город был полностью уничтожен, но русская армия не допустила выхода противника в южные губернии и вынудила «Великую армию» к отступлению по разорённой Смоленской дороге. А в ходе Битвы за Москву в октябре 1941 года благодаря подвигу Подольских курсантов, героически сражавшихся в течение пяти дней до подхода резервов из глубины страны, был сорван план немцев по быстрому захвату Малоярославца. 10 октября остатки курсантов вышли к Ильинскому сектору Малоярославецкого боевого участка и соединились с основными силами Подольских военных училищ. Можайско-Малоярославецкая операция завершилась 30 октября 1941 года, сыграв важную роль в срыве гитлеровского плана захвата Москвы. Разгрому врага способствовало и партизанское движение в Малоярославецком районе. Тысячи жителей Малоярославца и Малоярославецкого района награждены орденами и медалями за участие в боевых действиях на фронтах Великой Отечественной войны и за доблестный труд в тылу. Семеро малоярославчан удостоены звания Героя Советского Союза, среди их земляков Маршал Советского Союза четырежды Герой Советского Союза Г.К. Жуков.
После учреждения в 2006 году почётного звания Российской Федерации «Город воинской славы» городские общественные организации выступили с инициативой о присвоении Малоярославцу этого высокого звания, и Указом Президента Российской Федерации от 7 мая 2012 г. № 608 город был удостоен почётного звания «За мужество, стойкость и массовый героизм, проявленные защитниками города в борьбе за свободу и независимость Отечества». А 2 сентября 2012 года, во время празднований 200-летия Бородинской битвы, президент В. В. Путин вручил почётные грамоты главам Можайска и Малоярославца.
24 февраля 2015 года Почта России выпустила почтовую марку, а 18 декабря 2015 года Центральным банком России в обращение была выпущена памятная монета «Город воинской славы Малоярославец» достоинством 10 рублей. Роль города в обороне страны отражают экспозиции военно-исторического музея 1812 года, где хранятся грамота о присвоении звания «Город воинской славы» и Меч Победы, вручённый Малоярославцу, как и другим городам воинской славы, 9 июня 2022 года в зале Славы Музея Победы в парке Победы на Поклонной горе в Москве. Изготовленный в Златоусте меч покрыт золотом высшей 999,9 пробы и инкрустирован уральскими самоцветами — гранатами, символизирующими пролитую кровь, и голубыми топазами, которые считаются символом мира. Длина мечей составляет 1,2 метра, вес — более пяти килограммов. На клинке, украшенном растительным орнаментом, высечены знаменитые слова князя Александра Невского: «Кто с мечом к нам придет, тот от меча и погибнет». Ранее, в апреле 2015 года, аналогичные Мечи Победы были переданы на вечное хранение городам-героям. Военно-историческому музею передано дополнительное здание для размещения в новых помещениях экспозиции «Малоярославец — город воинской славы».
Проведение торжественных мероприятий, приуроченных к празднованиям 600-летия Малоярославца и 200-летия Отечественной войны, содействовало осуществлению масштабных проектов благоустройства центра города, предусматривающих формирование парковой зоны с бульваром и скверами, восстановление старых памятников истории и культуры (таких, как монумент в память Малоярославецкого сражения 12 октября 1812 г., собор Успения Пресвятой Богородицы и церковь Казанской иконы Божией матери), а также возведение новых. 
В соответствии с Указом президента РФ от 1 декабря 2006 года № 1340, в каждом городе, удостоенном этого высокого звания, устанавливается стела, посвящённая этому событию. Архитектурно-скульптурное решение памятной стелы «Город воинской славы» утверждено Российским организационным комитетом «Победа» в 2008 году по результатам открытого всероссийского конкурса, в котором победил проект авторского коллектива в составе: заслуженный архитектор России И. Н. Воскресенский, Г. А. Ишкильдина, В. В. Перфильев, народный художник России С. А. Щербаков. Малоярославецкую стелу решили установить на Сенной площади, обрамлённой двумя отреставрированными соборами. Чтобы она гармонировала с воссозданным монументом в честь Малоярославецкого сражения, было принято решение возвести колонну на высокий постамент, аналогично самым высоким стелам воинской славы: в московском парке Победы и в Петропавловске-Камчатском. Но воплощение проекта в жизнь затянулось на одиннадцать лет: к строительству приступили только после вмешательства прокуратуры. 30 декабря 2020 года состоялась торжественная закладка капсулы в основание памятника, а 8 декабря 2021 года доставленную из Санкт-Петербурга колонну возвели на массивное основание. Так Малоярославец поставил своеобразный рекорд по длительности срока между изданием указа о присвоении городу почётного звания и возведением стелы «Город воинской славы».
На торжественное открытие стелы 9 мая 2023 года, приуроченное к 78-й годовщине Великой Победы, собрались горожане и почётные гости, в том числе губернатор Калужской области В. В. Шапша и участники войны: переживший блокаду Ленинграда А. М. Моисеев и ветеран войны и труда З. В. Соколова, которая входила в число делегатов Малоярославца, принявших 2 сентября 2012 года грамоту о присвоении городу почётного звания из рук президента. Программа церемонии включала парад, концерт духового оркестра и полёт белых голубей как символа мира и надежды.
Сооружение мемориала со стелой стало одним из этапов реализации проекта благоустройства площади как места проведения торжественных мероприятий, в том числе посвящённых Дню города, дням воинской славы России, Дню защитника Отечества и Дню Победы, с пешеходной зоной и сценой. Символ мужества и воинской славы представляет собой полированную шестиметровую колонну дорического ордера из красного гранита. Наверху колонны — бронзовый государственный герб России, на постаменте в бронзовом картуше располагается текст Указа Президента РФ о присвоении почётного звания, а на оборотной стороне — бронзовый герб Малоярославца. Колонна с постаментом установлена на массивное четырёхугольное основание, с каждой стороны которого расположены бронзовые барельефы, посвящённые героическим событиям Отечественной войны 1812 года и Великой Отечественной войны, происходившим на малоярославецкой земле. Общая высота сооружения — 15 метров, а его вес составил около 18 тонн. Все материалы цельные, выполнены на камнеобрабатывающем предприятии в Санкт-Петербурге из натурального камня, добытого неподалеку от Северной столицы. Входную группу со стороны Калужской улицы образуют две гранитные тумбы с датами войн — Отечественной и Великой Отечественной — и цитатами из речей полководцев: М. И. Кутузова и Г. К. Жукова. 

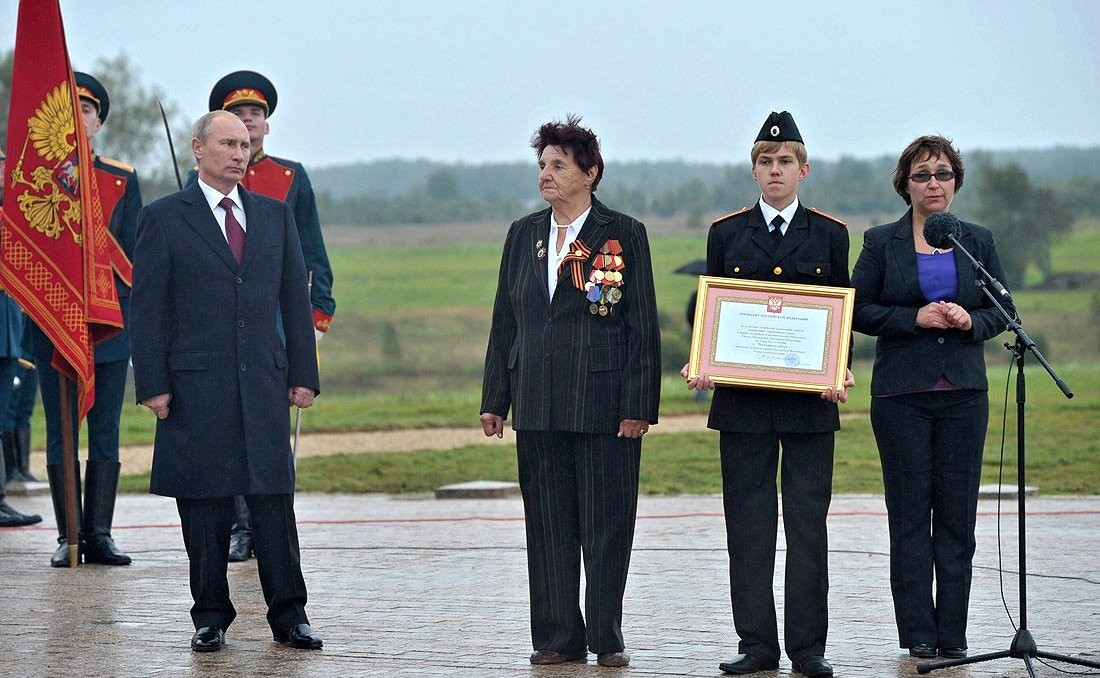
Вручение президентом В. В. Путиным З. В. Соколовой и другим представителям Малоярославца грамоты о присвоении почётного звания
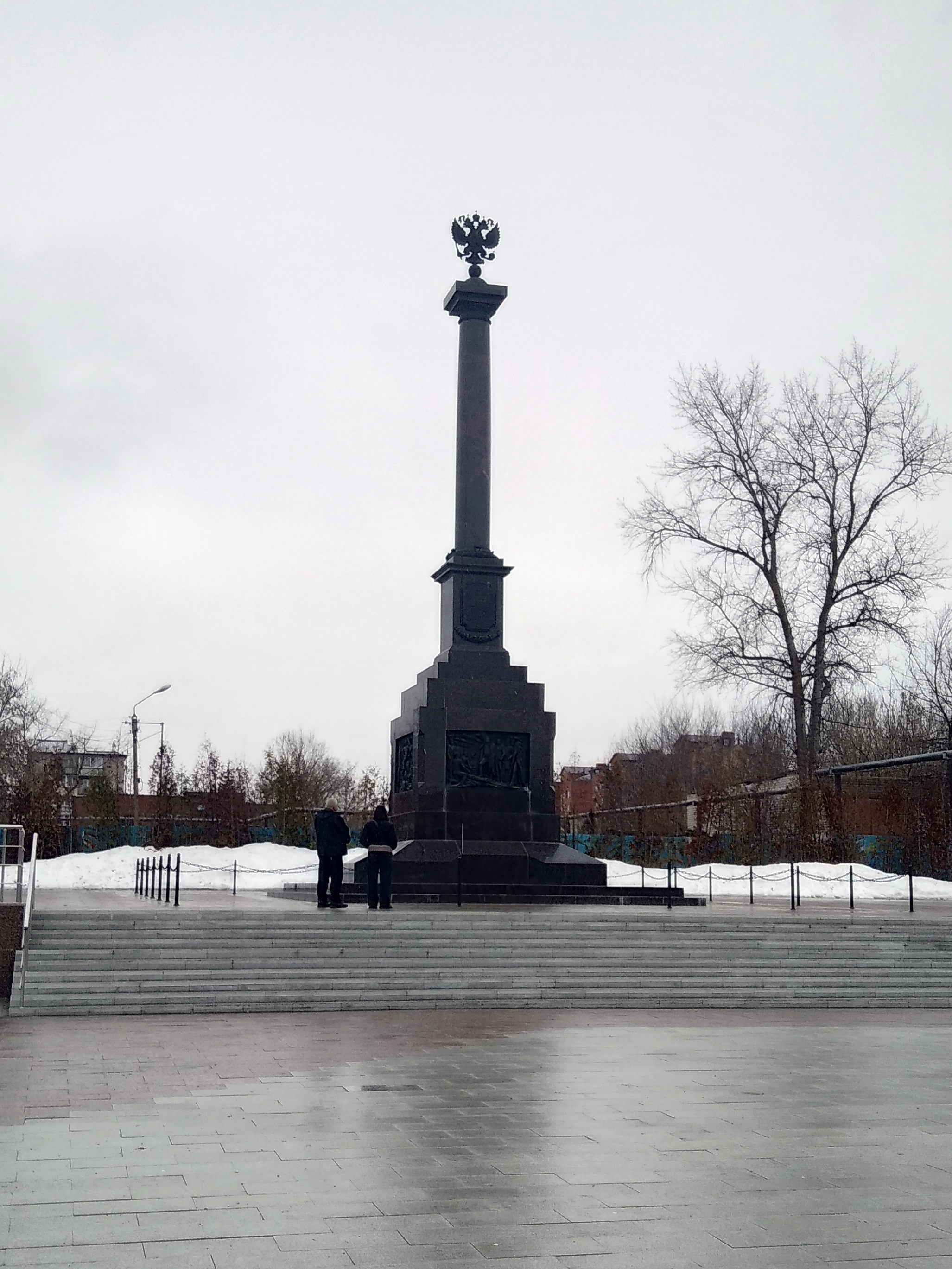
Колонна
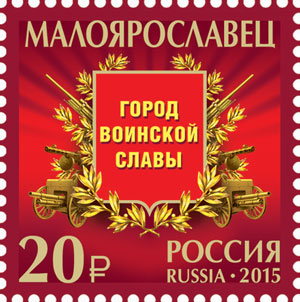
Памятная марка, посвящённая городу воинской славы
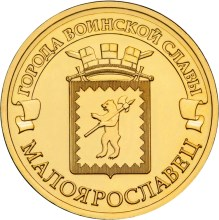
Изображение герба города воинской славы на монете